# Алексеев, Геннадий Александрович
Генна́дий Алекса́ндрович Алексе́ев (10 июня 1930, дер. Клинцовка, Нижне-Волжский край — 16 января 2015, Москва) — советский деятель органов внутренних дел, министр внутренних дел Северо-Осетинской АССР (1973—1980), заслуженный работник МВД, генерал-лейтенант милиции.

## Биография
В 1952 г. окончил Саратовский юридический институт. Работал следователем, старшим следователем прокуратуры Волжского района Саратова, затем — на партийной работе: был секретарём по пропаганде Саратовского городского комитета ВЛКСМ, инструктором отдела административных органов Саратовского областного комитета КПСС. С 1961 г. — в органах МВД: заместитель начальника УВД Саратовской области (1962—1973), начальник Саратовского городского управления внутренних дел.
С марта 1973 г. — главный инспектор управления кадров МВД СССР. В 1973—1980 гг. — министр внутренних дел Северо-Осетинской АССР.
С 1980 г. — заместитель начальника главного управления уголовного розыска МВД СССР. В 1988—1990 гг. — руководитель представительства МВД СССР при МВД Демократической республики Афганистан, советник министра внутренних дел Афганистана.
Избирался депутатом Верховного Совета Северо-Осетинской АССР.

### Семья
Отец — хирург, главный врач; мать — медсестра; брат — хирург; сестра — фельдшер.
Женат; два сына.

## Избранные труды
- Алексеев Г. А. После вывода ОКСВ // Интернациональная миссия : Воспоминания советников МВД СССР об афган. событиях (1978—1992 гг.). — М. : Б.и., 1999. — С. 406—453.

## Награды и признание
- орден Красного Знамени
- орден Красной Звезды
- орден Дружбы народов
- орден «Знак Почёта»
- медаль «За мужество и гуманизм»[3]
- медаль «За службу в Афганистане»
- знак «Заслуженный работник МВД СССР»
- «Юридический Олимп» Ассоциации выпускников СЮИ-СГАП (2008) — в номинации «За героизм и мужество»[2]
- медаль «Во славу Осетии» (2011)[5]